# Cézanne et moi
Pour plus de détails, voir Fiche technique et Distribution.
Cézanne et moi est un film français réalisé par Danièle Thompson, sorti en septembre 2016.
Le film relate l'amitié entre Paul Cézanne et Émile Zola.

## Synopsis
L'histoire de l'amitié et de la rupture entre Paul Cézanne et Émile Zola, tous deux vivant à Aix-en-Provence. Le premier, peintre, fils de banquier, qui n'obtiendra qu'une reconnaissance relative de son vivant alors qu'il devient l'un des pères fondateurs de l'art moderne ; le deuxième, écrivain, orphelin de père immigré et de milieu modeste, qui devient chef de file du mouvement naturaliste dans la France tourmentée de la deuxième moitié du XIXe siècle.

## Fiche technique
- Titre original : Cézanne et moi
- Réalisation et scénario : Danièle Thompson
- Musique : Éric Neveux
- Décors : Michèle Abbé-Vannier
- Costumes : Catherine Leterrier
- Photographie : Jean-Marie Dreujou
- Son : Nicolas Cantin, Alexandre Fleurant, Vincent Arnardi
- Montage : Sylvie Landra
- Production : Albert Koski
- Société de production : G Films
- Coproduction : Pathé / Orange Studio / France 2 Cinéma / U Media / Alter Films / SOFICA Cinémage 10 et Sofitvciné 3
- Sociétés de distribution : Pathé Distribution / Orange Studio Distribution
- Pays de production :  France
- Langue originale : français
- Format : 2,35:1
- Genre : drame, biographique
- Durée : 113 minutes
- Dates de sortie :
  - France : 21 septembre 2016
  - Belgique : 21 septembre 2016
  - Suisse romande : 21 septembre 2016

## Distribution
- Guillaume Canet : Émile Zola
- Guillaume Gallienne : Paul Cézanne
- Sabine Azéma : Élisabeth Aubert, mère de Paul Cézanne
- Alice Pol : Alexandrine Zola, épouse d'Émile Zola
- Gérard Meylan : Louis Auguste Cézanne, père de Paul Cézanne
- Pierre Yvon : Jean-Baptistin Baille dit « Baptistin »
- Lucien Belves : Émile Zola enfant
- Hugo Fernandez : Paul Cézanne enfant
- Jérémy Nebot : Jean-Baptistin Baille enfant
- Freya Mavor : Jeanne Rozerot
- Isabelle Candelier : la mère d'Émile Zola
- Déborah François : Hortense Fiquet, épouse de Paul Cézanne
- Flore Babled : Angèle Baille
- Nicolas Messica : Paul Cézanne fils
- Laurent Stocker : Ambroise Vollard
- Félicien Juttner : Guy de Maupassant
- Romain Cottard : Camille Pissarro
- Alexandre Kouchner : Auguste Renoir
- Romain Lancry : Achille Emperaire
- Nicolas Gob : Édouard Manet
- Christian Hecq : Père Tanguy
- Sophie de Fürst : Berthe
- Corinne Puget : la vendeuse
- Didier Constant : le vendeur
- Luc Palun : le maire

## Production

### Développement
Danièle Thompson désirait initialement écrire une pièce de théâtre sur le sujet, mais le réalisateur Mike Nichols la convainquit qu'il était plus judicieux d'en faire un film.

### Lieux de tournage
Sauf indication contraire, les informations mentionnées dans cette section peuvent être confirmées par la base de données cinématographiques IMDb,  présente dans la section « Liens externes ».
Le tournage s'est effectué : 
- Dans l'Allier :
  - À Moulins[2] :
    - Au musée Anne-de-Beaujeu
    - Sur la place de l'Ancien-Palais
    - Au Cercle bourbonnais
    - Dans la rue de la Flèche

  - Dans la forêt de Tronçais
  - À Bressolles
  - Au château d'Avrilly
  - À Neuvy
  - À Lurcy-Lévis
  - À l'étang de Pinot à l'Isle-et-Bardais
- Dans les Bouches-du-Rhône :
  - À Aix-en-Provence[3] :
    - Sur la place d'Albertas
    - Au 1 rue Aude
    - Aux 25 et 26 place des Martyrs-de-la-Résistance
    - À la bastide du Jas de Bouffan

  - À Cassis
  - Aux carrières de Bibémus
  - Sur la montagne Sainte-Victoire
  - Au Tholonet
- Dans les Yvelines
  - À Médan :
    - À la maison d'Émile Zola
    - Dans la rue Pasteur
- À Paris

### Postproduction
L'affiche du film est réalisée par Harry Peccinotti (en).

## Musique
Sauf indication contraire, les informations mentionnées dans cette section peuvent être confirmées par le générique de fin de l'œuvre audiovisuelle présentée ici, ainsi que par la base de données cinématographiques IMDb,  présente dans la section « Liens externes ».
- Jean de la Lune d'Adrien Pagès de 1889.
- Roses of Picardy de 1916.
- Vive la rose.

### Bande originale
Musiques non mentionnées dans le générique
Par Éric Neveux :
- Cézanne et Moi - Ouverture, durée : 2 min 33 s.
- Souvenirs d'enfance, durée : 1 min 30 s.
- Paris sous la pluie, durée : 1 min 16 s.
- Émile & Gabrielle, durée : 2 min 39 s.
- La lettre d'Émile, durée : 4 min 3 s.
- Ballade des deux amis, durée : 2 min 7 s.
- La souffrance de Paul, durée : 4 min 54 s.
- Retrouvailles, durée : 2 min 22 s.
- La fin d'une amitié, durée : 1 min 31 s.
- Paul s'en va, durée : 6 min 26 s.
- Cézanne et Moi - Générique de fin, durée : 1 min 39 s.

## Accueil

### Accueil critique
Sur l'agrégateur américain Rotten Tomatoes, le film récolte 54 % d'opinions favorables pour 46 critiques. Sur Metacritic, il obtient une note moyenne de 54⁄100 pour 12 critiques.
En France, le site Allociné propose une note moyenne de 2,4⁄5 à partir de l'interprétation de critiques provenant de 28 titres de presse.

### Box-office
Le film rassemble 567 489 spectateurs en France et 100 454 spectateurs en Allemagne.

## Autour du film

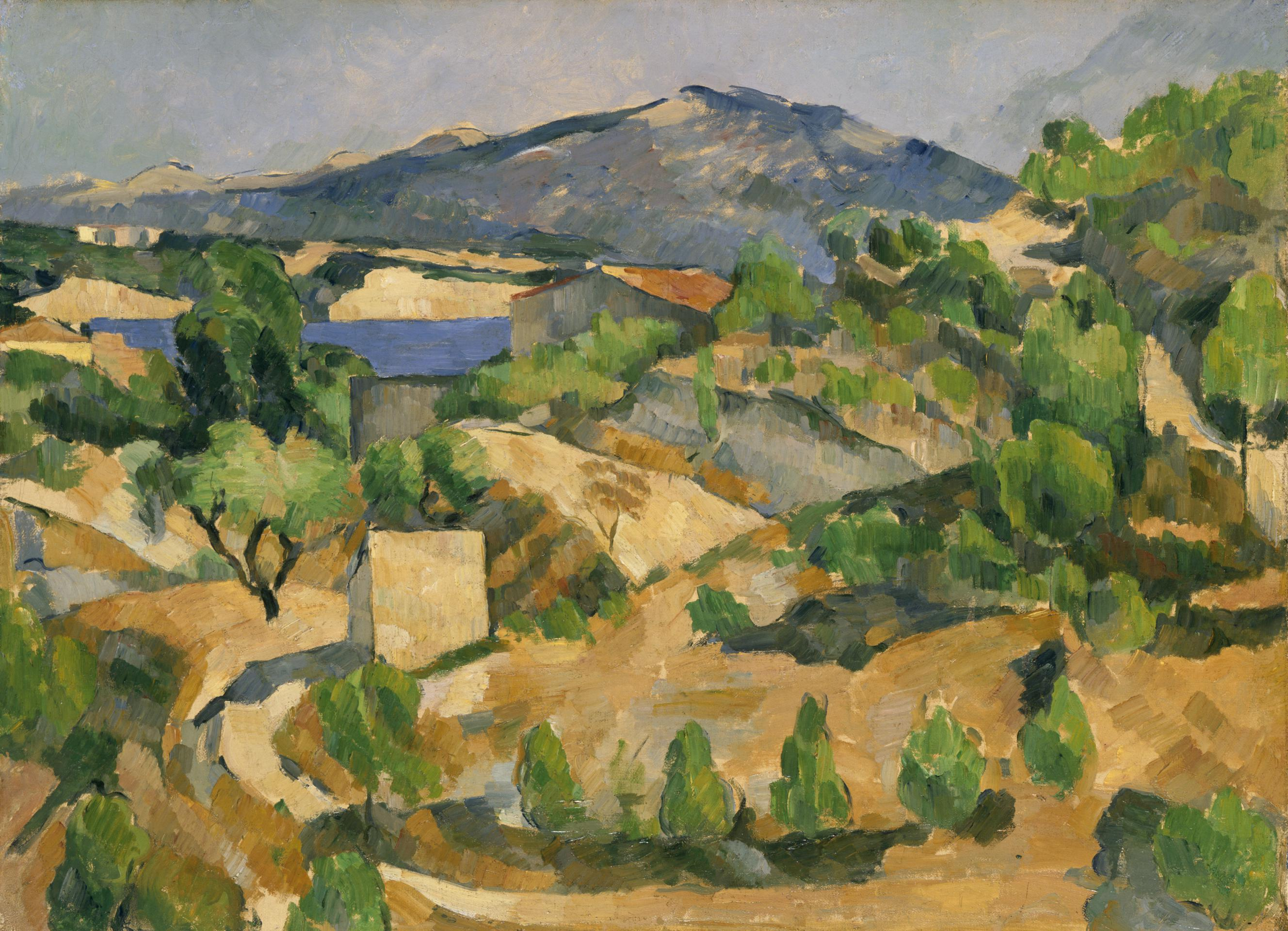
Tableau Le Barrage Zola par Paul Cézanne.

- Le barrage Zola, construit par François Zola (père d'Émile Zola), est furtivement visible à la cinquième minute du long métrage, (source : générique). Dans la scène où le barrage est visible, le jeune Émile Zola montre le barrage à ses camarades (dont Paul Cézanne) depuis un versant qui fait face au barrage (vue similaire à ce lien[9]). Le barrage Zola est l'objet d'un tableau de Paul Cézanne, qui est présent dans la collection de Gwendoline Davies et Margaret Davies du Musée national à Cardiff (pays de Galles)[10].